# Zeppelin-Messerschmitt ZMe 423
Zeppelin-Messerschmitt ZMe 423 era la designazione assegnata dal Reichsluftfahrtministerium, il ministero della Germania nazista deputato all'intera gestione dell'aviazione tedesca del periodo, relativa ad un progetto per un esamotore da trasporto pesante sperimentale.
Sviluppo del Messerschmitt Me 323 "Gigant", a sua volta versione motorizzata dell'aliante Me 321, prodotto dall'azienda tedesca Messerschmitt AG negli anni quaranta doveva offrire un velivolo più moderno ed efficiente ai reparti di trasporto della Luftwaffe durante la seconda guerra mondiale.